# Torrejón del Rey
Torrejón del Rey é um município da Espanha na província de Guadalajara, comunidade autónoma de Castilla-La Mancha, de área 25 km² com população de 2790 habitantes (2005) e densidade populacional de 93,79 hab/km².

## Demografia
| Variação demográfica do município entre 1991 e 2004 | Variação demográfica do município entre 1991 e 2004 | Variação demográfica do município entre 1991 e 2004 | Variação demográfica do município entre 1991 e 2004 |
| --------------------------------------------------- | --------------------------------------------------- | --------------------------------------------------- | --------------------------------------------------- |
| 1991                                                | 1996                                                | 2001                                                | 2004                                                |
| 437                                                 | 814                                                 | 1460                                                | 2341                                                |